# Джума-Джамі (Фоті-Сала)
Джума Джамі (крим. Cuma Cami) — мечеть у селі Фоті-Сала (Голубинка) Бахчисарайського району Автономної Республіки Крим.
Старовинної мечеті у с. Фотисала (Голубинка) понад 250 років. Вона була побудована у 1771 році. Попри руйнівні історичні події, в мечеті збереглися стіни, написи та міхраб, що зберігає пам'ять багатьох поколінь.